# Tanais (miasto)

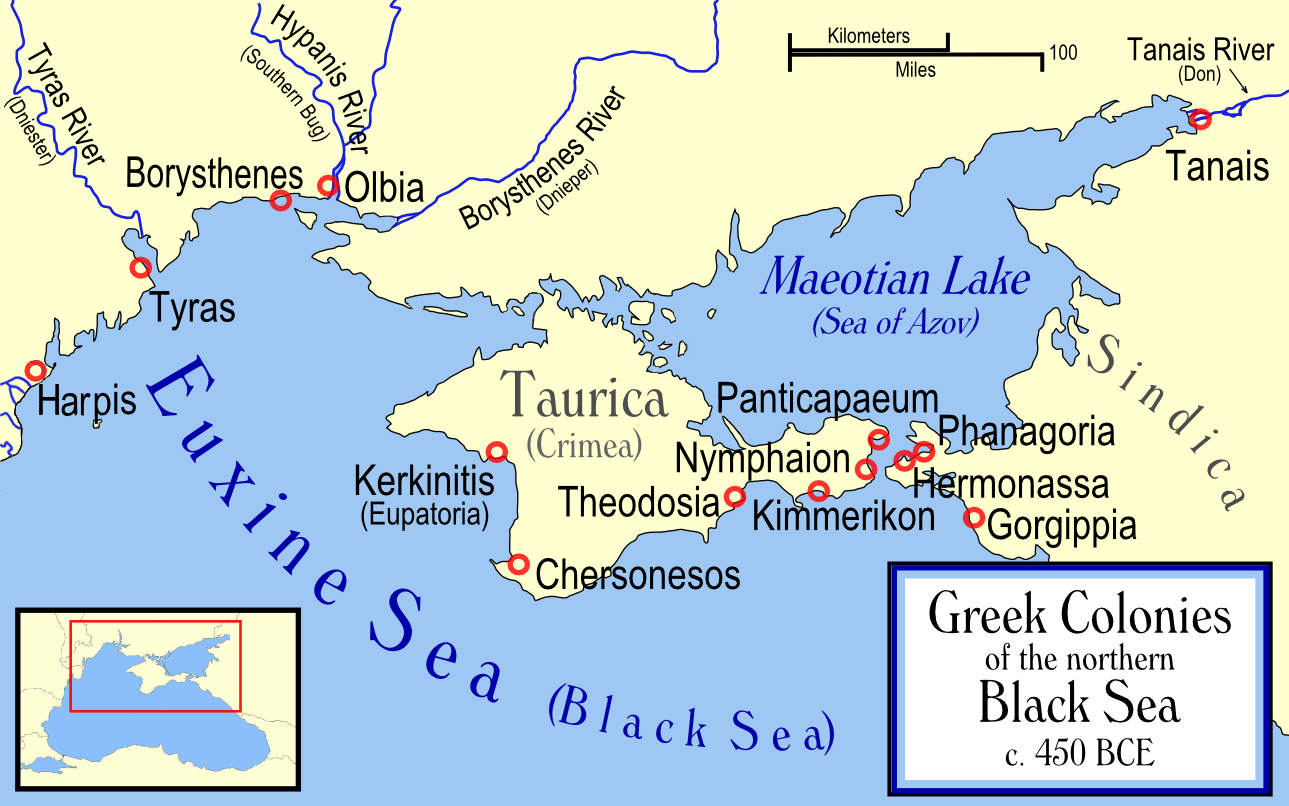
Tanais i inne miasta greckie północnego Nadczarnomorza

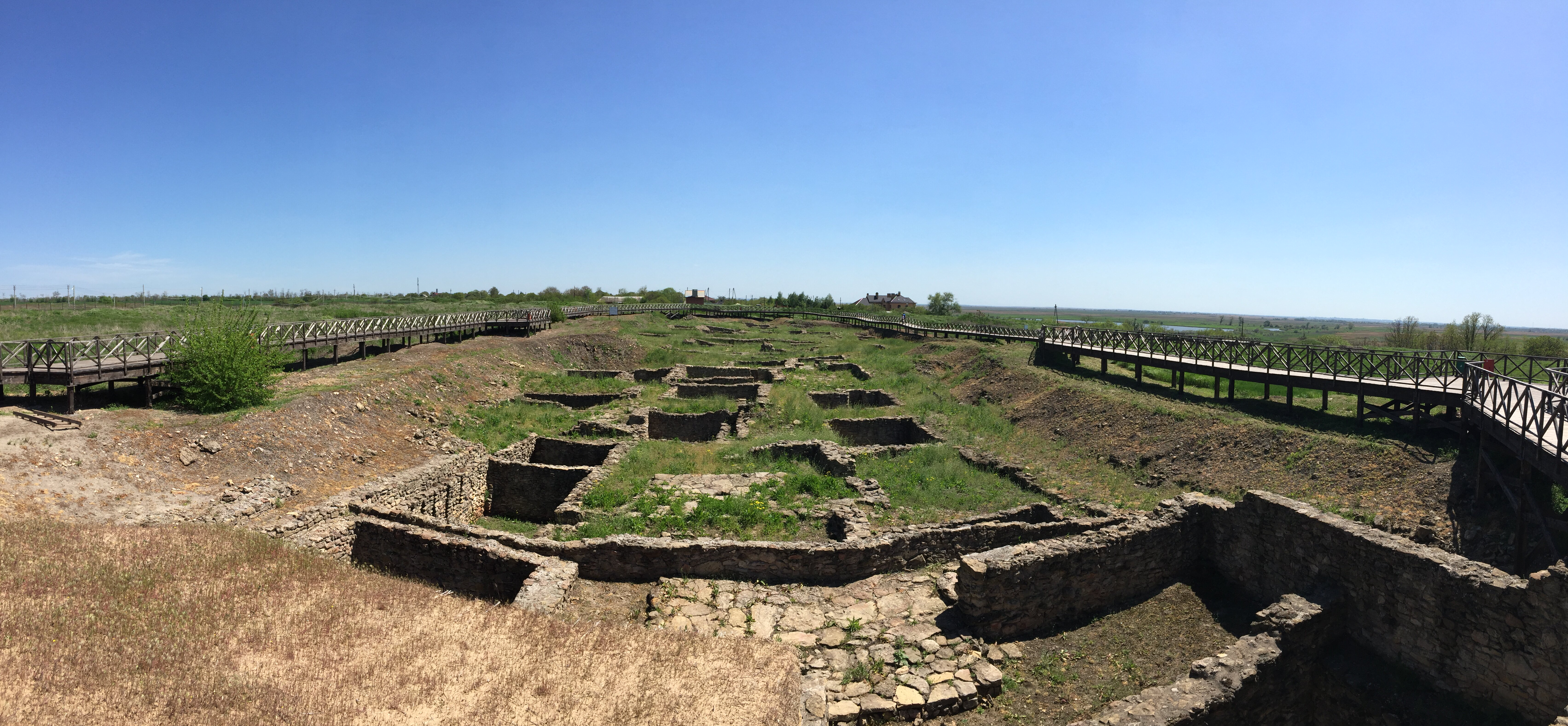
Pozostałości zabudowy miasta (stan z 2017)

Tanais (stgr. Τάναϊς Tánaïs, ros. Танаис) – starożytne miasto bosporańskie, którego ruiny usytuowane są na prawym brzegu Martwego Dońca w delcie Donu), na terenie chutoru Niedwigowka, 35 km na południowy zachód od Rostowa nad Donem.

## Historia
Powstało w pierwszej ćwierćwieczu III wieku p.n.e., założone u ówczesnego ujścia Donu (stgr. Tanais) przez Greków z jońskiego Miletu jako konkurencja dla pobliskiego wielkiego ośrodka handlu (tzw. grodzisko Jelizawietowskie). Niewielka początkowo placówka handlowa przekształciła się stopniowo w znaczący ośrodek handlu i rzemiosła.
W dziejach miasta można wyróżnić 3 odrębne okresy:
1. III – I wiek p.n.e. – kiedy jako emporium było według Strabona „największym targowiskiem barbarzyńców po Pantikapajonie”. W końcu I wieku p.n.e. poważnych zniszczeń dokonały w nim wojska bosporańskiego władcy Polemona.
2. I – III wiek n.e. – odbudowa ze stopniowym odzyskiwaniem znaczenia i od początku II stulecia okres największego rozwoju ekonomicznego Tanaisu. W połowie III wieku ponowne zniszczenie w wielkim pożarze, związanym najprawdopodobniej z najazdem Gotów.
3. IV – druga połowa V wieku – miasto podnosi się z upadku, nie odzyskuje jednak dawnego znaczenia i w drugiej połowie V stulecia ostatecznie zostaje opuszczone.

### Okres pierwszy
W pierwszym okresie istnienia, do końca I wieku p.n.e. miasto składało się z trzech części: centralnej, obwiedzionej kamiennym murem obronnym i zamieszkanej przez Greków, przylegającego od zachodu drugiego rejonu miejskiego, zamieszkanego przez członków okolicznych plemion, oraz z rejonu nadrzecznego. Główna część miasta zajmowała powierzchnię zbliżoną do kwadratu o rozmiarach ok. 230 × 235 m i leżała na płaskowyżu, w części południowej wyższym o 20 metrów. Układ ulic i budynków był bardzo regularny, według jednego planu urbanistycznego. Od wschodu miasto ograniczała naturalna dolina, a od strony zachodniej – przekopany rów obronny. W końcu III-początku II wieku p.n.e. miasto zyskało nowe mury obronne wzmocnione basztami, zachowując podział na część grecką (centralną) i plemienną (zachodnią). Tanais pełniło w tym czasie rolę ważnego centrum wymiany handlowej pomiędzy greckimi Bosporańczykami a miejscowymi plemionami Meotów, Scytów i Sarmatów. Za panowania Farnakesa i Asandra miasto popadło w nieuciążliwą zależność od władców bosporańskich, dopiero zbuntowane przeciwko Polemonowi uległo zniszczeniu pod koniec I wieku p.n.e. Jednak potrzeba funkcjonowania miejsca handlowej wymiany w tym rejonie spowodowała odbudowę miasta nad północną odnogą ujścia Donu.

### Okres drugi
Tanais odzyskało znaczenie na początku II wieku n.e. Odbudowano fortyfikacje w części centralnej, gdzie ochronę stanowił rów i wzmocnione wieżami mury o grubości do 4,8 m. W II wieku i w pierwszej połowie III stulecia miasto osiągnęło swój wtórny okres świetności. Do głównych zajęć ludności należała hodowla, rolnictwo i rybołówstwo, o czym świadczą liczne znaleziska narzędzi i odkryte pomieszczenia gospodarcze. Poza tym rozwijało się garncarstwo, produkcja szkła, kamieniarstwo, produkcja metalurgiczna. Odnalezione reliefy kamienne z przeznaczeniem sepulkralnym bądź kultowym (np. relief Tryfona), o cechach synkretycznych, świadczą o łączeniu tradycji sztuki miejscowej z wpływami greckimi i rzymskimi. Z biegiem czasu przewagę w sztuce zyskały jednak elementy sarmackie. Do czasu migracji Gotów i ich podbojów Tanais pełniło rolę ośrodka wymiany handlowej, stanowiąc też placówkę północno-wschodniego pogranicza cywilizacji antycznej.

### Okres trzeci
Położone na szlaku wędrówek ludów stepowych i zniszczone przez Gotów około 240 n.e., przez sto lat miejsce to pozostało niezamieszkane. Pod koniec IV wieku wprawdzie podjęto odbudowę miasta, ale w początkach następnego stulecia opuszczono je na zawsze.

## Znaczenie kulturowe
Tanais był najdalej wysuniętym na północnym wschód punktem starożytnej cywilizacji śródziemnomorskiej i według autorów starożytnych to tutaj przebiegała granica między Europą i Azją, pomiędzy cywilizacją i krajami „barbarzyńskimi”. Był miejscem zetknięcia dwóch cywilizacji: antycznej europejskiej i ludów Wielkiego Stepu. Z położenia na ich styku wynikło powstanie oryginalnego, synkretycznego oblicza miasta, w którym mieszały się tradycje kulturalne, społeczne, religijne ludów basenu Morza Śródziemnego i Wielkiego Stepu, i gdzie proces ten był bardziej zaawansowany niż w jakimkolwiek innym mieście bosporańskim.

## Wykopaliska
Pozostałości Tanaisu zlokalizowano w 1823, ale aż do 1955 wykopaliska prowadzono sporadycznie, nim podjęto systematyczne badania stanowiska.
Od lat dziewięćdziesiątych XX wieku, oprócz archeologów rosyjskich, działali tam także badacze niemieccy oraz archeolodzy polscy z Instytutu Archeologii Uniwersytetu Warszawskiego. W ciągu 50 lat prac archeologicznych na stanowisku przebadano 10% ogólnej powierzchni miasta, setki grobów na miejskiej nekropoli i poznano podstawowe etapy historii Tanaisa.

## Rezerwat archeologiczny

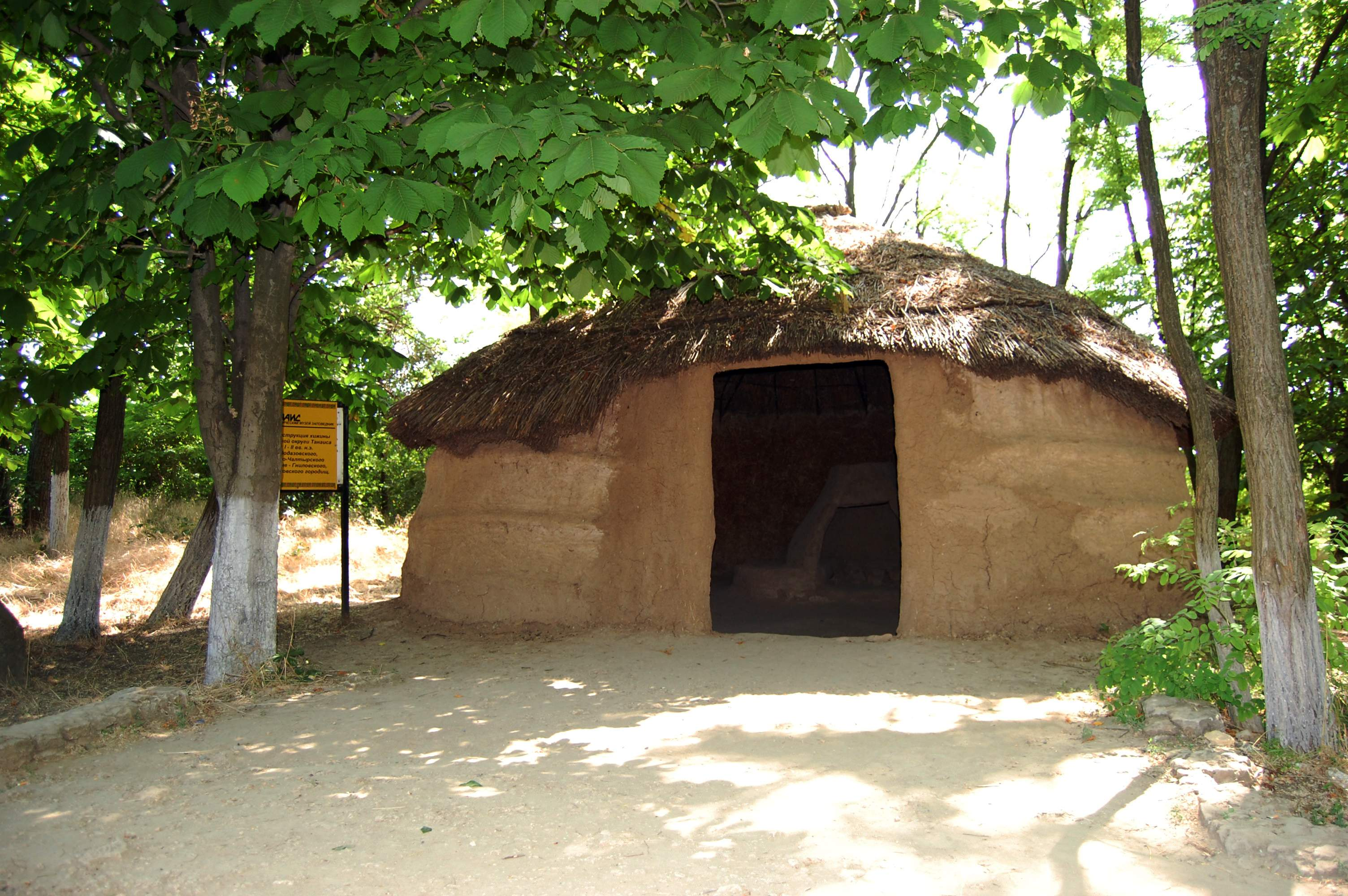
Wiejski dom z okolic Tanais, I-II wiek n.e., rekonstrukcja

Pozostałości miasta wchodzą w skład rezerwatu archeologicznego „Tanais” – „muzeum pod gołym niebem”, pierwszego obiektu tego rodzaju w Rosji, otwartego w 1961. W ekspozycji znajdują się również rekonstrukcje starożytnych budowli:
- most z pierwszych wieków n.e., odtworzony na podstawie rzymskich rysunków z epoki, przebiegający przez rów obronny
- domostwo starożytnego rolnika ze wsi pod Tanaisem
- baszta
- makieta (1:10) umocnień zachodniej linii obronnej z bramami miejskimi
- lapidarium stojące na centralnej alei rezerwatu

Wiele odkrytych, mniejszych zabytków wystawianych jest w salach muzealnych. Ich zbiór corocznie, po każdym sezonie wykopaliskowym wzbogaca się o nowe eksponaty, gdyż badania archeologiczne na stanowisku trwają nieprzerwanie. Do maja 2007 odkryto tam łącznie 120 tysięcy rozmaitych obiektów zabytkowych.
Muzeum prezentuje różne ekspozycje tematyczne:
- „Historyczny kostium epoki antycznej” – wystawa rekonstrukcji i modeli odzieży różnych grup etnicznych żyjących w Tanaisie i jego sądziedztwie wraz z kompletami ozdób, lekkiego uzbrojenia i in. charakterystycznym wyposażeniem.
- „Sala wzorów amfor” – zbiór amfor z okresu III w. p.n.e. – V w. n.e.

Terytorium rezerwatu poddane szczególnej ochronie, obejmuje łącznie obszar około 1500 ha.